# Guy Green
Pour les articles homonymes, voir Guy Green (homonymie).
Guy Green est un réalisateur, directeur de la photographie, scénariste et producteur britannique né le 5 novembre 1913 à Somerset (Royaume-Uni), décédé le 15 septembre 2005 à Beverly Hills (Californie).
Il est l'un des huit membres fondateurs de la BSC.

## Filmographie

### Comme réalisateur
- 1954 : River Beat (en)
- 1955 : Portrait of Alison (en)
- 1955 : La Page arrachée (Lost)
- 1956 : La Maison des secrets (House of Secrets)
- 1958 : Les Diables du Désert (Sea of Sand)
- 1958 : L'Homme au masque de verre (en) (The Snorkel)
- 1959 : SOS Pacific (S.O.S. Pacific)
- 1960 : Le Silence de la colère (The Angry Silence)
- 1961 : La Marque (The Mark)
- 1962 : Lumière sur la piazza (Light in the Piazza)
- 1963 : Le Seigneur d'Hawaï (Diamond Head)
- 1963 : Les 55 Jours de Pékin (55 Days at Peking) - Non crédité
- 1965 : Un coin de ciel bleu (A Patch of Blue)
- 1967 : L'Héritière de Singapour (Pretty Polly)
- 1968 : Jeux pervers (The Magus)
- 1970 : La Pluie de printemps (Walk in the Spring Rain)
- 1973 : Luther
- 1975 : Une fois ne suffit pas (Jacqueline Susann's Once Is Not Enough)
- 1977 : L'Avocat du diable (Des Teufels Advokat)
- 1979 : The Incredible Journey of Doctor Meg Laurel (en) (TV)
- 1979 : Jennifer: A Woman's Story (TV)
- 1980 : Jimmy B. & André (TV)
- 1981 : Inmates: A Love Story (TV)
- 1981 : Le Choix d'Isabelle (Isabel's Choice) (TV)
- 1986 : Les Caprices du destin (Strong Medicine) (TV)

### Comme directeur de la photographie
- 1941 : Spellbound (en)
- 1943 : Escape to Danger (en)
- 1944 : L'Héroïque Parade (The Way Ahead)
- 1946 : Carnival
- 1946 : Les Grandes Espérances (Great Expectations)
- 1947 : Je cherche le criminel (Take My Life), de Ronald Neame
- 1948 : Jusqu'à ce que mort s'ensuive (Blanche Fury)
- 1948 : Oliver Twist
- 1949 : Les Amis passionnés (en) (The Passionate Friends)
- 1949 : Adam and Evelyne (en)
- 1950 : Madeleine
- 1951 : Capitaine sans peur (Captain Horatio Hornblower R.N.)
- 1951 : Night Without Stars
- 1952 : Robin des Bois et ses joyeux compagnons (The Story of Robin Hood and His Merrie Men) de Ken Annakin
- 1952 : The Hour of 13
- 1953 : L'Opéra du gueux (The Beggar's Opera)
- 1953 : Pages galantes de Boccace (Decameron Nights)
- 1953 : Échec au roi (Rob Roy, the Highland Rogue)
- 1954 : For Better, for Worse
- 1955 : Souls in Conflict
- 1955 : Une fille comme ça (I Am a Camera)
- 1955 : L'Armure noire (The Dark Avenger)

### Comme scénariste
- 1955 : Portrait of Alison (en)
- 1965 : Un coin de ciel bleu (A Patch of Blue)

### Comme producteur
- 1965 : Un coin de ciel bleu (A Patch of Blue)

## Récompenses (sélection)
- 20e cérémonie des Oscars 1948 : Oscar de la meilleure photographie, catégorie noir et blanc, pour Les Grandes Espérances (1946).